# Tomaso Poggio

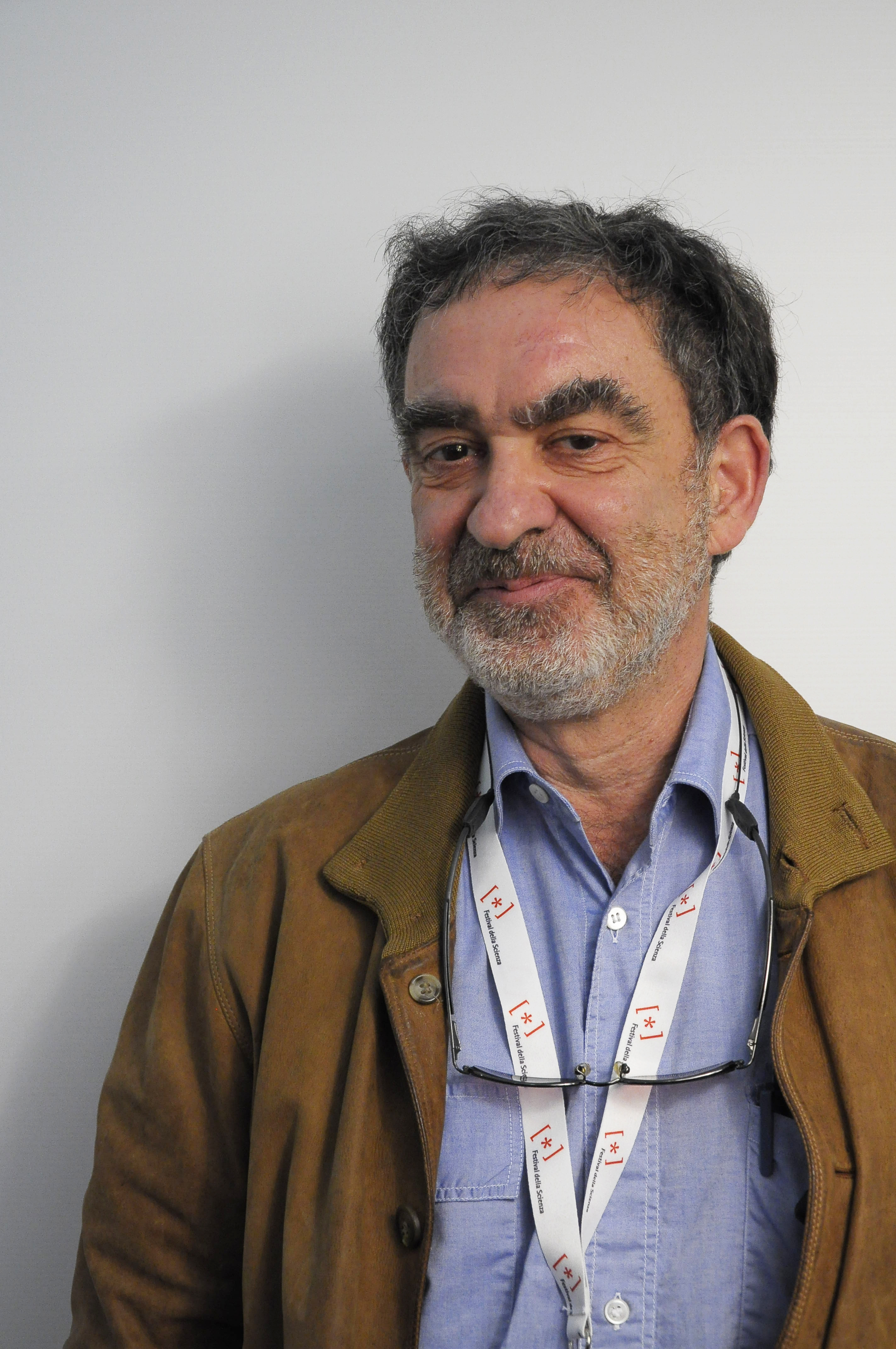
Tomaso Poggio, 2011

Tomaso Poggio (* 11. September 1947 in Genua) ist US-amerikanischer Informatiker italienischer Herkunft. Er befasst sich insbesondere mit Lernen im Computer und in biologischen Systemen, Computersehen und der Funktionsweise des Gehirns und Neuroinformatik. Er ist Professor am Massachusetts Institute of Technology (MIT).
Poggio wurde 1970 in theoretischer Physik an der Universität Genua summa cum laude promoviert (On Holographic Models of Memory). 1971 bis 1981 war er wissenschaftlicher Assistent am Max-Planck-Institut für biologische Kybernetik in Tübingen. 1981 wurde er Associate Professor und 1984 Professor im AI Lab (heute CSAIL) und der Fakultät für Psychologie des MIT. Seit 2002 ist er dort Eugene McDermott Professor in der Abteilung Gehirnforschung und Kognitionswissenschaft und seit 2013 Direktor des Center for Brain, Minds and Machines (CBMM) des McGovern Institute of Brain Research am MIT.
In Tübingen arbeitete er mit Werner Reichardt (über Informationsverarbeitung im visuellen System der Fliege) und er arbeitete mit David Marr und Francis Crick.
Er ist auswärtiges Mitglied des Istituto Lombardo und der Accademia dei XL und Mitglied der American Academy of Arts and Sciences und der American Association for the Advancement of Science. 1992 erhielt er den Max-Planck-Forschungspreis und 1979 die Otto-Hahn-Medaille. Er ist Ehrendoktor der Universität Pavia. 2003 erhielt er den Gabor Award und 2009 den Okawa-Preis.
Poggio hat die US-Staatsbürgerschaft.

## Schriften
- mit F. Girosi Networks for approximation and learning, Proc. IEEE, Band 78, 1990, 1481–1497
- mit R. Brunelli: Face recognition: features vs. templates, IEEE Transactions Pattern Analysis and Machine Intelligence, Band 15, 1993, 1042–1052
- mit D. Marr, E. C. Hildreth, W. E. L. Grimson: A computational theory of human stereo vision, in: From the Retina to the Neocortex, Birkhäuser 1991, 263–295
- mit Marr: Cooperative Computation of Stereo Disparity, AI Lab, MIT 1976
- mit Shimon Edelman: A network that learns to recognize 3D objects, Nature, 343, 1990, 263–266
- mit F. Girosi, M. Jones: Regularization theory and neural network architectures, Neural computation, 7, 1995, 219–269
- mit Máximilian Riesenhuber: Hierarchical models of object recognition in cortex, Nature Neuroscience, 2, 1999, 1019–1025
- mit V. Torre, C. Koch: Computational vision and regularization theory, Image Understanding, 3, 1989, 111
- mit K. K. Sung: Example based learning for view-based human face detection, IEEE Transactions Pattern Analysis and Machine Intelligence, Band 20, 1998, 39–51
- Wie Menschen und Computer Sehen, Spektrum der Wissenschaft, Sonderheft Computersysteme (Hrsg. Jörg Siekmann) 1989